# Bernöwe
Bernöwe ist ein Wohnplatz des Oranienburger Ortsteils Schmachtenhagen im Landkreis Oberhavel im Bundesland Brandenburg.

## Lage
Der Wohnplatz liegt am nördlichen Oder-Havel-Kanal zwischen Oranienburg und Liebenwalde in einer waldreichen Gegend.
Benachbarte Siedlungen oder Wohnplätze sind (in Uhrzeigerrichtung): Kreuzbruch, Zehlendorf, Schmachtenhagen, Malz, Dameswalde und Freienhagen. Er ist mit einer Buslinie mit der Kernstadt Oranienburg verbunden.
Zum Ortsteil gehört der außerhalb gelegene Standort „Wittenberg“.

## Geschichte

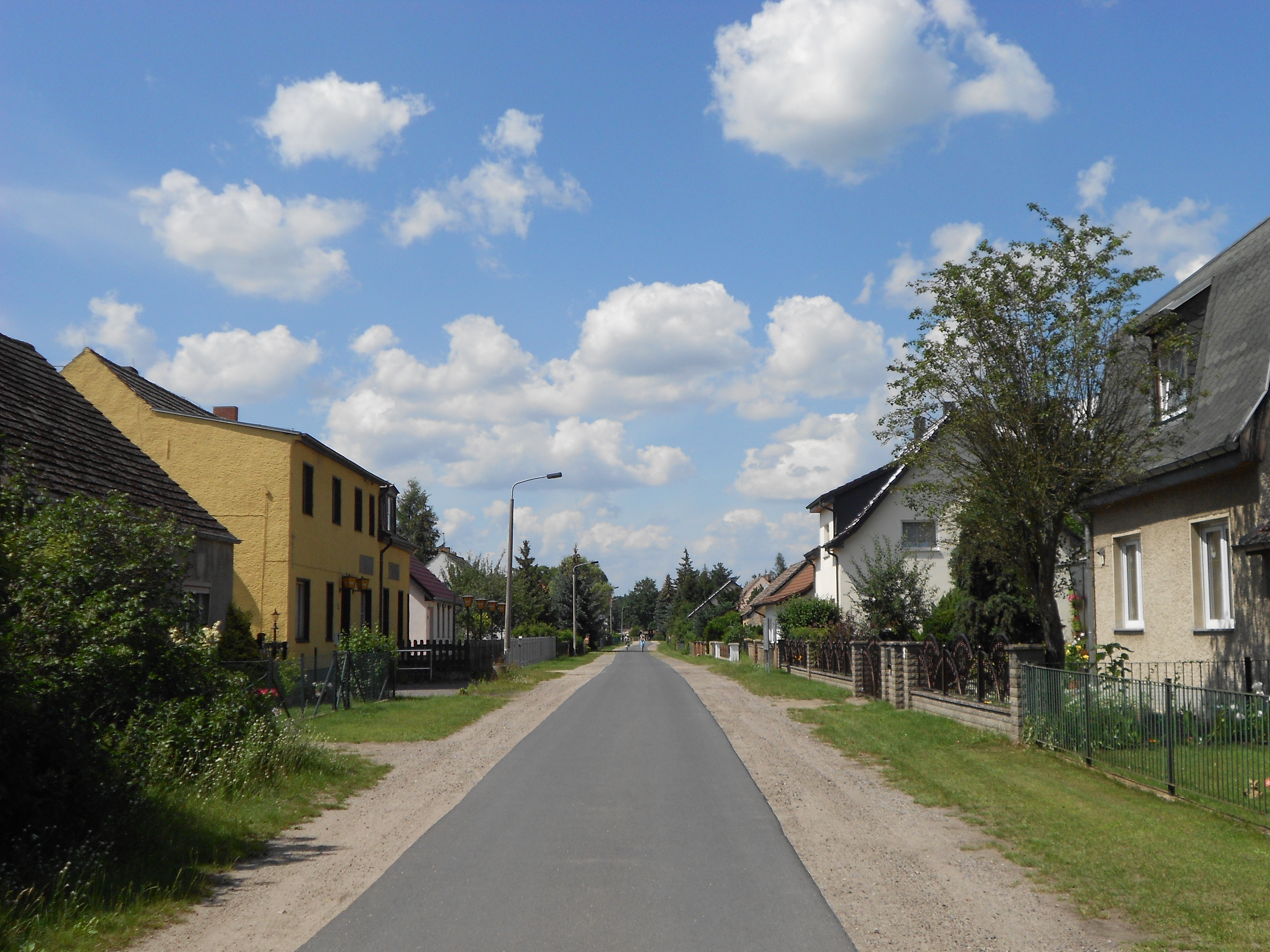
Blick in die Dorfstraße

Die Siedlung Bernöwe wurde 1350 in einer Urkunde der Markgrafen Ludwig der Ältere und Ludwig der Römer erstmals erwähnt.

Am 25. Juli 1952 wird die bis dahin selbständige Gemeinde im Zuge der Auflösung des Landkreises Niederbarnim als Ortsteil in die Stadt Oranienburg eingemeindet und zum 1. April 1974 der Gemeinde Schmachtenhagen angegliedert. Mit der Eingemeindung Schmachtenhagens wiederum in die Stadt Oranienburg kam Bernöwe zum 26. Oktober 2003 erneut zu Oranienburg, diesmal jedoch als Wohnplatz und zählte zu diesem Zeitpunkt insgesamt 216 gemeldete Einwohner (Wochenendgrundstücke nicht mitgezählt). In der Zeit von 1950 bis 1990 entstanden parallel der Dorfstraße viele parzellierte Wochenendgrundstücke und somit mehrere neue Straßen sowie der außerhalb gelegene Wohnplatz „Wittenberg“.
| Jahr      | 1875 | 1890 | 1910 | 1925 | 1933 | 1946 | 2006 |
| --------- | ---- | ---- | ---- | ---- | ---- | ---- | ---- |
| Einwohner | 184  | 172  | 221  | 162  | 147  | 168  | 216  |

## Kultur und Sehenswürdigkeiten
- sowjetisches Ehrenmal
- Alte Försterei
- Schenke „Zum Flößer“
- historischen Feuerwehrverein Bernöwe-Schmachtenhagen
- Fußballverein SV 01 Bernöwe-Schmachtenhagen.

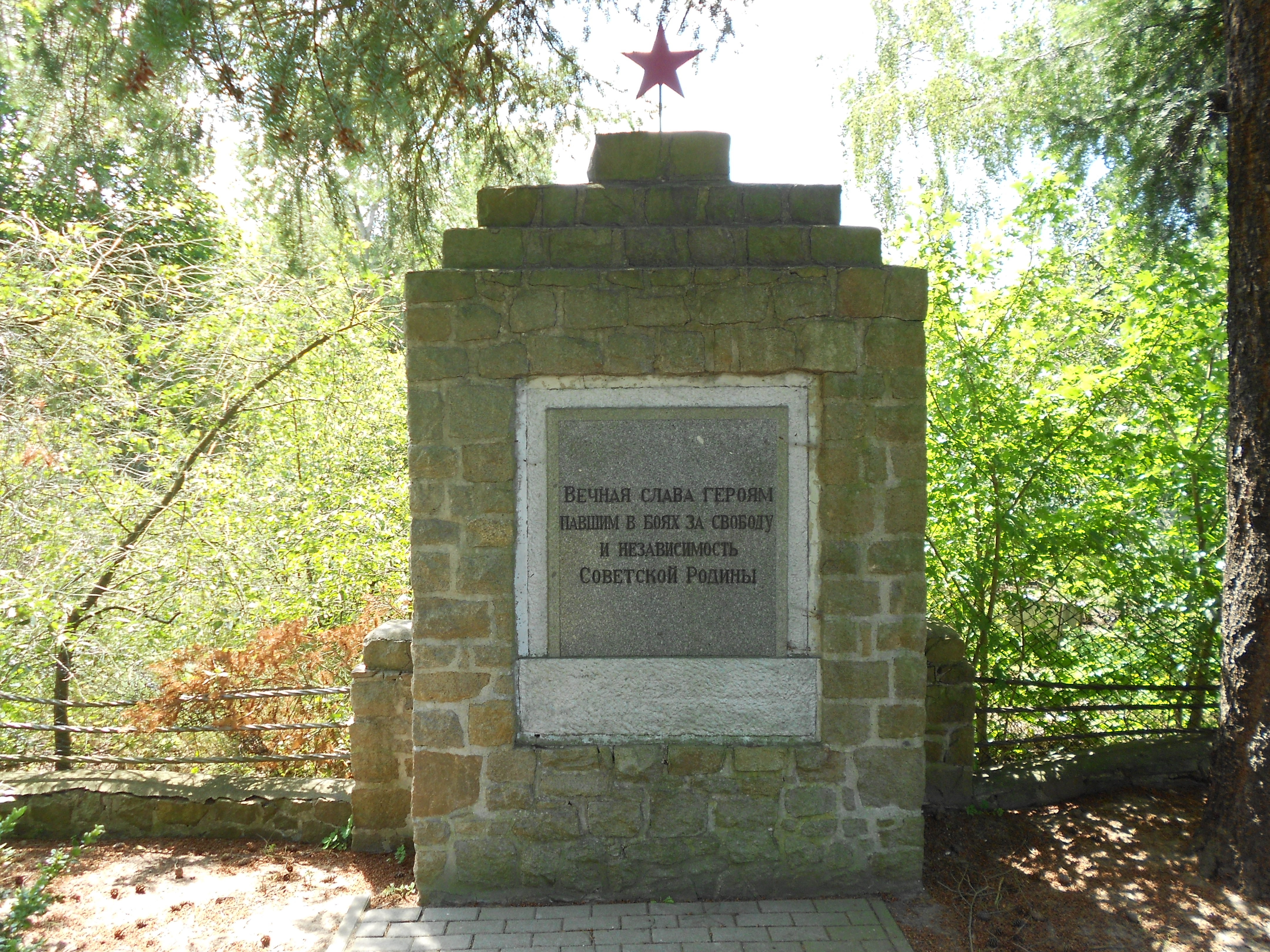
Sowjetischer Ehrenfriedhof
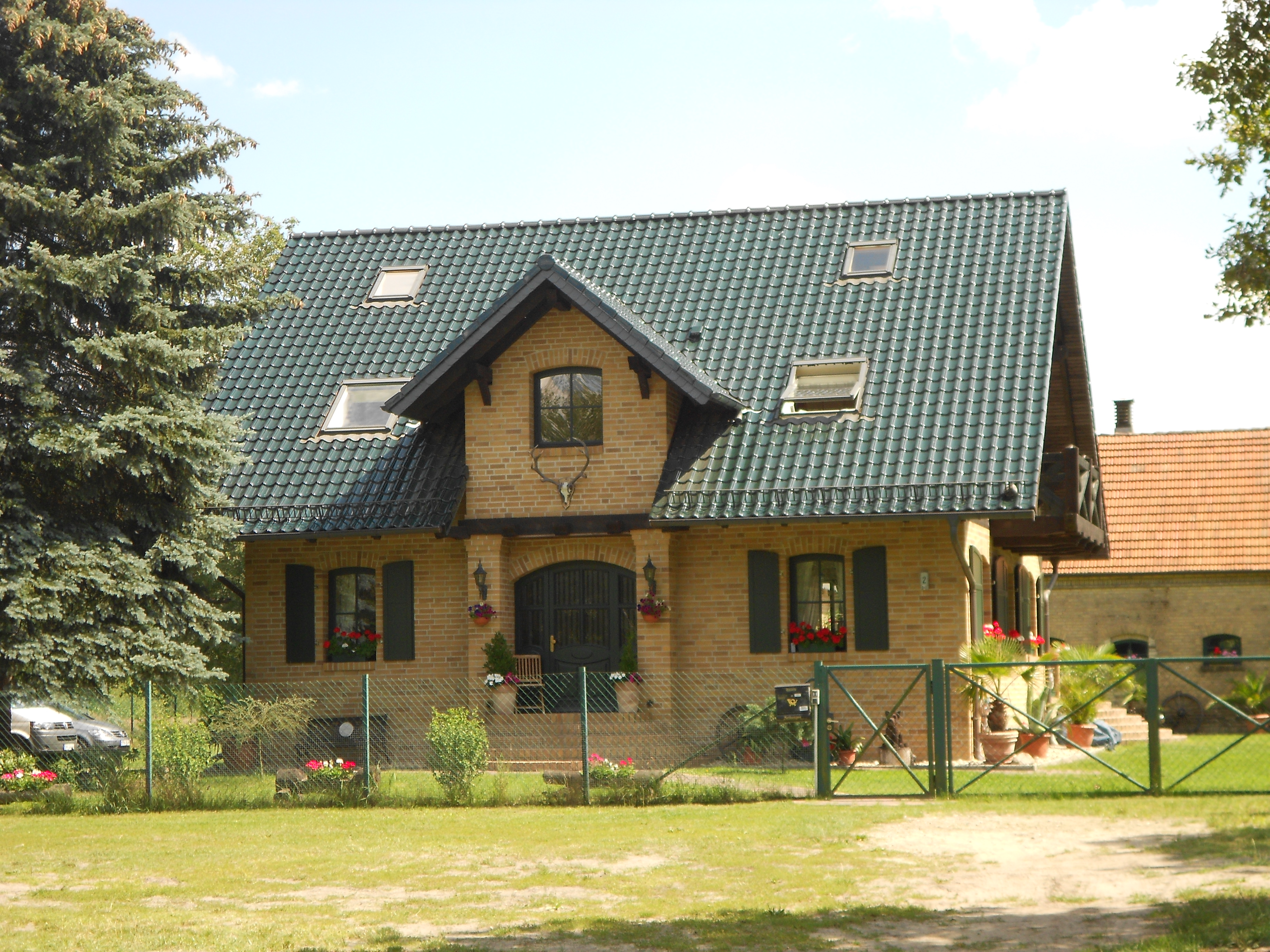
1835 erbaute Försterei
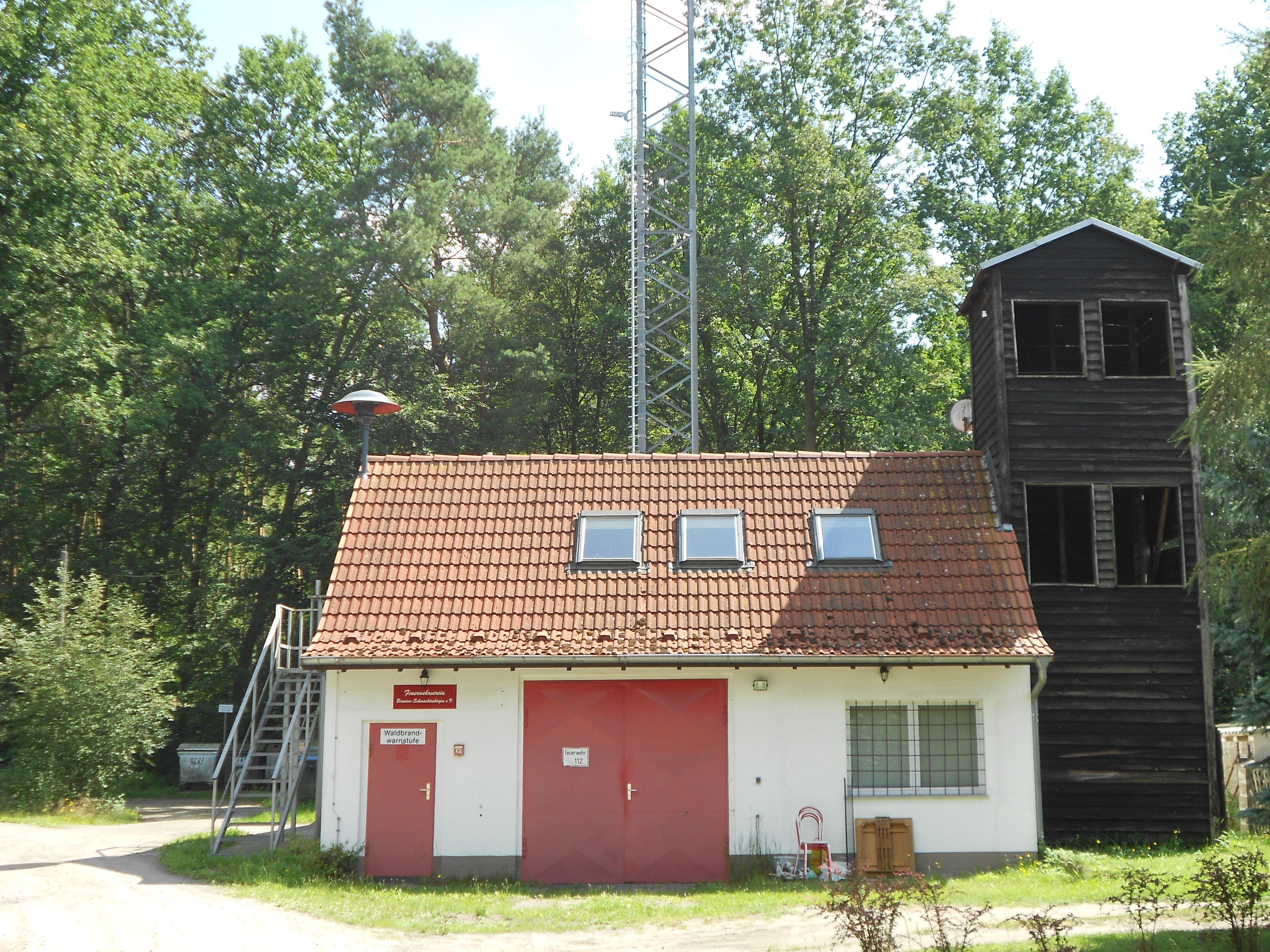
Feuerwehrhaus

## Tourismus
Durch Bernöwe führt der Radfernweg Berlin–Kopenhagen.